# Dezydery z Bourges
Dezydery (Dezyderiusz) z Bourges, Święty Dezyderat (ur. w Soissons w Królestwie Franków, zm. 8 maja 550) – arcybiskup Bourges (541-550), święty katolicki.
Był synem Auginusa i Agii, którzy rozdali cały majątek i poświęcili się pracy na rzecz ubogich. Zarówno rodzice jak i brat Deodatus zostali uznani za świętych. Dezydery pełnił obowiązki sekretarza i doradcy na dworze króla Chlotara. Pracując na dworze oddawał się umartwianiu, zwalczał herezje i świętokupstwo. Został arcybiskupem Bourges w 541 roku i zyskał opinię cudotwórcy. Brał udział w synodzie w Orleanie (549) i w Owernii (synod of Auvergne) występując tam przeciwko nestorianizmowi.
Jego wspomnienie liturgiczne obchodzone jest w dzienną pamiątkę śmierci.